# Dolnji Zemon
Dolnji Zemon is een plaats in Slovenië en maakt deel uit van de gemeente Ilirska Bistrica in de NUTS-3-regio Notranjskokraška. De plaats telde 511 inwoners op 1 januari 2020.
De Kleine kerk in de vestiging is toegewijd aan Sint Michael en behoort tot de Ilirska Bistrica parochie.